# Полянское сельское поселение (Рязанский район)
Полянское сельское поселение — муниципальное образование (сельское поселение) в Рязанском районе Рязанской области.
Административный центр — село Поляны.

## История
Полянское сельское поселение образовано в 2006 г.

## Население
| 2010  | 2012  | 2013  | 2014  | 2015  | 2016  | 2017  | 2018  | 2019  |
| ----- | ----- | ----- | ----- | ----- | ----- | ----- | ----- | ----- |
| 7679  | ↗7694 | ↘7683 | ↗7738 | ↘7735 | ↘7732 | ↗7777 | ↗7817 | ↘7794 |
| 2020  | 2021  |       |       |       |       |       |       |       |
| ↘7792 | ↘7307 |       |       |       |       |       |       |       |

## Состав сельского поселения
| № | Населённый пункт | Тип населённого пункта       | Население |
| - | ---------------- | ---------------------------- | --------- |
| 1 | Поляны           | село, административный центр | ↘6371     |
| 2 | Шумашь           | село                         | ↘936      |

## Местное самоуправление
Главы городского поселения
- до 2023 года — Дмитрий Васильевич Петрушин[13]
- с 2023 года — Ольга Юрьевна Шарова

Главы администрации
- Жанна Валентиновна Ташнова[13]